# Oryctanthus scabridus
Oryctanthus scabridus là một loài thực vật có hoa trong họ Loranthaceae. Loài này được Eichler mô tả khoa học đầu tiên năm 1868.